# 兵庫教育大学附属幼稚園
兵庫教育大学附属幼稚園（ひょうごきょういくだいがくふぞくようちえん）は、兵庫県加東市山国にある兵庫教育大学学校教育学部が管轄する幼稚園。正式名称は国立大学法人兵庫教育大学附属幼稚園。隣接して、兵庫教育大学附属小学校と兵庫教育大学附属中学校がある。

## 概要
兵庫教育大学附属幼稚園は、幼児の心身の発達を助長する保育を行うとともに，附属幼稚園として大学の実践的研究協力校及び教育実習校でもある。2年保育と３年保育がある。入園条件として、入園時において兵庫県内の保護者と同居していることがある。附属小学校との交流給食会や附属中学校との遊戯、玩具作りなど、他の附属校の生徒との交流も行っている。

## 沿革

### 経緯
兵庫教育大学附属幼稚園は、兵庫教育大学の附属幼稚園として設立された。

### 年表
- 1980年
  - 4月1日 - 学校教育学部附属幼稚園設置
  - 4月10日 - 第1回入園式挙行
  - 4月11日 - 旧県立嬉野公民研修所を仮園舎とし3歳児21名1学級・4歳児32名1学級にて保育開始（学年進行3ヶ年計画）
- 1981年3月31日 - 新園舎竣功、仮園舎より移転
- 1981年6月29日 - 掲揚用園旗制定
- 1982年
  - 3月18日 - 第1回保育修了証書授与式挙行
  - 3月27日 - プール竣功
- 1983年3月16日 - 「附属幼稚園の歌」制定
- 1989年4月1日 - 砂場新設
- 1990年12月2日 - 創立10周年記念式典開催
- 1993年5月7日 - 全国国立大学附属学校PTA連合会に加盟
- 2000年9月24日 - 創立20周年記念式典開催
- 2001年3月30日 - 小動物飼育小屋竣功
- 2004年4月1日 - 国立大学法人法の施行に伴い、兵庫教育大学附属幼稚園と改称

## 教育目標
- やさしく豊かな心をもつ子供
- 健康な体の子供
- よく考えて最後までやりぬく子供

## 園の行事
| - 4月 - 第1学期始業式・入園式 - 5月 - 初等基礎実習 - 6月 - プール開き | - 7月 - 附小４年生、附中３年生との交流・終業式 - 8月 - 9月 - 第2学期始業式・附中3年生との玩具作り | - 10月 - 運動会・研究発表会 - 11月 - バス遠足・兵庫教育大学大学祭参加 - 12月 - 第2学期終業式 | - 1月 - 第3学期始業式 - 2月 - 生活発表会 - 3月 - 修了式 |

## 研究のあゆみ
- 1981～1983年 - 主体的にいきいきと遊ぶ子どもの育成
- 1984～1986年 - 遊びを充実させ、いきいきと生活する子どもの育成
- 1989～1991年 - 遊びを充実して友達とのかかわりをもつ力を育てる指導のあり方
- 1992～1994年 - 3年保育の教育課程」
- 1995年 - 保育の構造化に向けて
- 1996年～1998年 - 保育を見直す
  - 1996年 - 保育技術の視点から
  - 1997年 - 幼児の感性に関する系統的教育内容の視点から
  - 1998年 - 保育記録の視点から
- 1999～2001年 - その子らしさを発揮し、共に生きる力を育む
- 2002～2004年 - 子どもの発達の連続性を探る - 幼小連携の実践を通して
- 2005年 - 子どもの学びを深める保育の創造
- 2006年 - 幼児の生活を充実させる保育環境を考える- 仲間関係を深める戸外遊びに焦点を当てて-
- 2006～2008年 - 文部科学省研究開発学校指定「親育てプログラム」の開発研究
- 2008～2011年 - 保育における「つながり」を考える
  - 2008年 -  思いっきり遊んで表現する子ども
  - 2009年 -  自然とともにある生活を通して
  - 2010年 -   自然・体験・仲間-
  - 2011年 -  体験の深まりをめざして
- 2012年 - 子どもの育ちにとって意味ある環境とは －子どもの思いを読み取りながら遊びの環境を考える－
- 2013年 - 子どもの育ちにとって意味ある環境を考える －人とのかかわりに視点をあてて－
- 2013～2014年 - 文部科学省教育課程研究指定校事業「協同性を育て道徳性・規範意識の芽生えを培う指導の在り方」

## 交通
- 神姫バス社高校前より徒歩3分